# Kevin J. O'Connor
Kevin J. O'Connor (Chicago, 15 de novembro de 1963), é um ator estadunidense.

## Filmografia
- G.I. Joe: The Rise of Cobra (2009)
- There Will Be Blood (2007)
- Flight of the Living Dead: Outbreak on a Plane (2007)
- Seraphim Falls (2006)
- Chill Factor (1999)
- A Múmia (1999)
- Gods and Monsters (1998)
- Deep Rising (1998)
- Amistad (1997)
- Lord of Illusions (1995)
- Canadian Bacon (1995)
- Virtuosity (1995)
- No Escape (1994)
- Color of Night (1994)
- Hero (1992)
- F/X2 (1991)
- Steel Magnolias (1989)
- Signs of Life (1989)
- Peggy Sue Got Married (1986)